# Picpusföreningen
Picpusföreningen [pikpy's], en av abbé P. Coudrin 1800 stiftad och av påven Pius VII 1817 stadfäst kongregation för utbredning av den katolska tron, verkar mycket för hednamissionen, i synnerhet på Söderhavsöarna.
Föreningen hade sitt namn av Picpusgatan i Paris, där dess huvudlokal inrättades.